# Ignacio Allende
Ignacio José de Allende y Unzaga (San Miguel el Grande, Reino de México, Nueva España; 21 de enero de 1769-Chihuahua, Intendencia de Durango, Nueva España; 26 de junio de 1811), conocido como Ignacio Allende, fue un militar novohispano que se destacó como uno de los caudillos principales de la primera etapa de la Guerra de Independencia de México. Él, junto con Miguel Hidalgo y Costilla, dirigió el movimiento independentista, destacándose por su pericia militar. Tras una serie de derrotas, se convirtió brevemente en el máximo líder de la insurgencia, hasta el momento en que fue capturado el 21 de marzo de 1811, seis meses de iniciada la revuelta, conducido prisionero a la ciudad de Chihuahua, y posteriormente enjuiciado y ejecutado el 26 de junio del mismo año. Es considerado en México como uno de los muchos Héroes de la Independencia.

## Biografía

### Primeros años

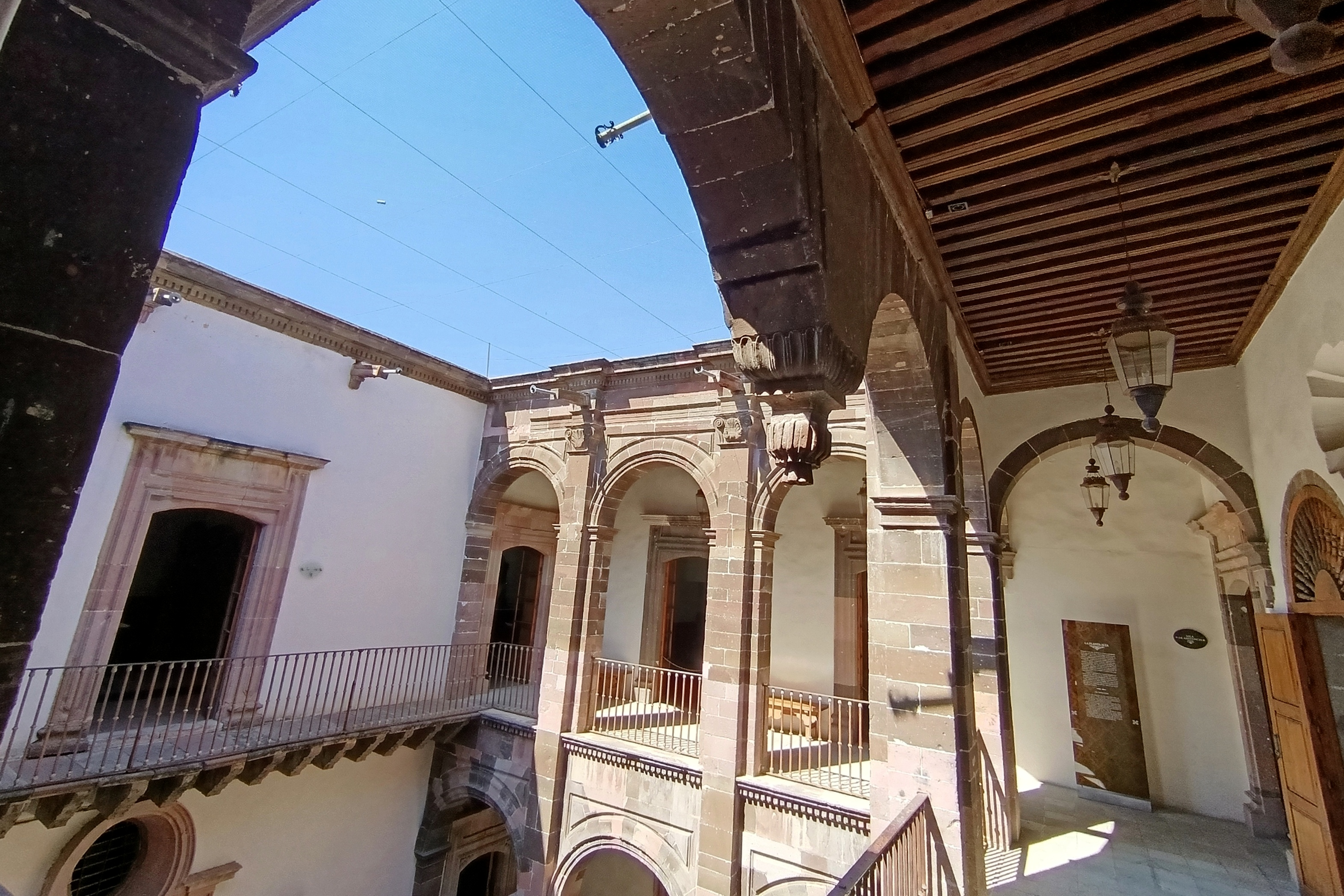
Casa de Ignacio Allende.

Ignacio Allende nació el 21 de enero de 1769 en el seno de una familia española acomodada de San Miguel el Grande (hoy San Miguel de Allende), pueblo de criollos y españoles. Fue bautizado como Ignacio José de Jesús Pedro Regalado de Allende y Unzaga. Su padre fue Domingo Narciso de Allende y Ayerdy, un acaudalado comerciante, y su madre fue María Ana de Unzaga, integrante de una de las principales familias del lugar. Ingresó al Colegio de San Francisco de Sales en su ciudad natal, bajo la tutela de su tío José María Unzaga, donde conoció y entabló amistad con los hermanos Juan e Ignacio Aldama. Durante su primera juventud mostró gran afición por las faenas del campo, el toreo y la charrería. Pronto fue conocido por sus aventuras amorosas con diversas jóvenes del lugar, y llegó a tener un hijo a los 23 años, de nombre Indalecio, con Antonia Herrera.
La carrera militar de Allende dio inicio a partir de 1795, cuando fue integrado a la nómina del Regimiento Provincial de Dragones de la Reina de la región en calidad de teniente. Durante ese tiempo, llegó a relacionarse con Félix María Calleja, quien en aquel entonces era el coronel de la décima brigada de San Luis Potosí, que abarcaba en su jurisdicción el área de San Miguel el Grande; por lo que este llegó a conferirle diversas comisiones. El 10 de abril de 1802, a los 33 años, Allende contrajo nupcias con María de la Luz Agustina de las Fuentes. Sin embargo, el matrimonio sólo duró seis meses debido a que ella murió el 20 de octubre del mismo año.

## Antecedentes de la Guerra de Independencia

### La crisis política de 1808 y la conspiración de San Miguel el Grande y Querétaro.
Tras las noticias de las abdicaciones de Bayona, el virrey José de Iturrigaray ordenó las primeras maniobras militares de todos los efectivos en la Nueva España, por lo que Allende recibió varias comisiones militares. Primero en la Ciudad de México, luego en Jalapa, y por último en El Palmar, en Sonora. Gracias a ello, Allende entró en contacto con varios grupos de personas de ideas liberales que le hacen simpatizar con la causa autonomista propuesta por el Ayuntamiento de México, por parte de Francisco Primo de Verdad. En 1808, regresó de vuelta a su tierra natal ya con el grado de Capitán, pero decidió tomar parte en la fallida conspiración de Valladolid, junto con José María Obeso y Mariano Michelena. Allende consiguió evadir la prisión, pero de nueva cuenta decidió organizó nuevas juntas secretas de la rebelión ahora en San Miguel el Grande y Querétaro. Esta última ciudad, se convirtió en el principal centro de las juntas, en las hasta los corregidores Miguel Domínguez y su esposa Josefa Ortiz tuvieron participación, además de los hermanos Ignacio y Juan Aldama, Arias, los hermanos Emeterio y Epigmenio González, Mariano Abasolo, entre otros miembros de la sociedad novohispana. De esas juntas surge la idea de que el movimiento lo encabece un sacerdote, y fue Allende quien invitó al párroco de Dolores, Miguel Hidalgo y Costilla. A dichas juntas acudieron, abogados, militares, empresarios y comerciantes. 

## Inicio de la guerra (1810-1812)

### Primeros movimientos
Originalmente, el movimiento de independencia iba a ser encabezado por Allende y Aldama, pero una delación inoportuna cambió los planes y fue Miguel Hidalgo quien finalmente tuvo que dar inicio a la lucha el 16 de septiembre, en el poblado de Dolores, tras la proclamación del famoso grito. Los antiguos conspiradores cerraron filas en favor del cura y tras asegurar el pueblo de Dolores y arengar a la población, decidieron marchar con rumbo a Guanajuato. En el camino, el creciente ejército insurgente entró triunfante a San Miguel el Grande, donde Allende consiguió el apoyo de sus habitantes y que la gran mayoría de los miembros del Regimiento de la Reina se uniesen al movimiento. Durante su estancia en su pueblo natal, Allende reprimió con especial dureza a varios miembros del populacho que amenazaban con saquear negocios y provocar desmanes, lo que le valió la censura del cura y el inicio de la primera de varias rencillas que se irían desarrollando a lo largo de la contienda. El 21 de septiembre, en la ciudad de Celaya, los dos cabecillas principales del ejército, Hidalgo y Allende, fueron nombrados oficialmente como capitán general y teniente general, respectivamente, de los ejércitos insurgentes.
El ejército insurgente arribó a Guanajuato el 28 de septiembre; y tras 5 horas de combate en la Alhóndiga de Granaditas, los insurgentes se apoderaron de la plaza y dieron inicio al saqueo sistemático de la ciudad minera. Ante aquellos dramáticos sucesos, nuevamente se suscitaron las desavenencias entre Allende e Hidalgo, debido a la incapacidad de este para contener los desmanes cometidos por las tropas insurrectas. Días más tarde, el 24 de octubre, en la villa de León, el nuevo gobierno insurgente de Guanajuato proclamó a Hidalgo como Generalísimo de las Armas Americanas, y a Allende como Capitán General.

### La batalla de Monte de las Cruces y la retirada de la Ciudad de México
Allende también participó en la batalla de Monte de las Cruces, en donde los insurgentes combatieron a una fuerza realista de alrededor de 2000 efectivos contra más de 80 000 hombres. Poco antes de dar inicio al combate, el sanmiguelense, fiel a su instrucción militar, había propuesto que sólo las tropas más experimentadas participasen en el combate; pero el párroco de Dolores se había negado tozudamente al respecto, empeñado en que los indígenas tomaran parte en la acción. La organización del orden de batalla corrió por parte de Allende y contando con el respaldo de Aldama y Mariano Jiménez, un ingeniero de minas que se unió al movimiento tras la toma de Guanajuato.
La victoria insurgente en Monte de las Cruces, no obstante, fue una victoria pírrica. Pese a la diferencia en cantidad de tropas, los realistas habían conseguido infligir varias bajas a las fuerzas rebeldes. Además de que en el transcurso de la noche se fueron dando más deserciones. Debido a esto, y ante las noticias de que las fuerzas combinadas de Félix María Calleja y Manuel de Flon se aproximaban a toda velocidad hacia la Ciudad de México para auxiliar al virrey Venegas, Hidalgo decidió no apoderarse de la capital del virreinato y dio la orden de volver de vuelta hacia la ciudad de Valladolid. Aquello provocó aún más tensiones entre Hidalgo y Allende.

### La batalla de Aculco y regreso a Guanajuato
Mientras iban de regreso, el 7 de noviembre, las tropas realistas e insurgentes se encontraron por accidente y se batieron en la breve batalla de Aculco, donde las fuerzas del brigadier medinense infligieron una terrible derrota al ejército insurgente que provocó que casi todos huyeran en desbandada. Con los pocos efectivos que había conseguido reunir, Allende se separó de Hidalgo y marchó de vuelta a Guanajuato, con el objetivo de reforzar la plaza ante la posible llegada de los realistas. Misma que ocurrió el 25 de noviembre, en que, a pesar de los esfuerzos de Allende, y tras haber sostenido seis horas de duro combate, la ciudad minera fue reconquistada por las fuerzas virreinales.
Poco antes de la toma de Guanajuato por parte de los realistas, Allende había escrito a Hidalgo desde la población de Salvatierra, proponiéndole un plan que les permitiera coordinar de forma conjunta la insurgencia; Hidalgo desde Valladolid, y Allende desde Guanajuato. Pero no había recibido ninguna respuesta por parte del párroco, aumentando su frustración para con el dirigente de la insurgencia. Días más tarde, se había enterado de la invitación que había recibido Hidalgo de acudir a la ciudad de Guadalajara, lo que provocó en el militar una gran molestia; misma que comunicó a Hidalgo por medio de dos cartas que envió, en las que le reprochaba al párroco su afán de moverse a la capital del reino de la Nueva Galicia sin siquiera considerar la propuesta que le había enviado con anterioridad, llegando incluso a afirmar que la razón por la que el sacerdote había aceptado la invitación era para enfilar hacia el puerto de San Blas, tomar un barco y escapar. Del mismo modo, Allende trató en vano de hacer a Hidalgo de desistir de su decisión, argumentando que aquello podría provocar irreparables pérdidas para el movimiento, pues de perder Guanajuato, corrían el riesgo de malograr también Valladolid (la cual Hidalgo dejaba a merced de los realistas tras partir hacia Guadalajara), Zacatecas (desde donde operaba el caudillo Rafael Iriarte), y la misma Guadalajara.

### Estancia en Guadalajara
Cuando Calleja se apoderó de Guanajuato, Allende no le quedó más remedio que abandonar la ciudad el 25 de noviembre y reunirse con el párroco. Él sabía, a pesar de sus desacuerdos con Hidalgo, que Guadalajara ofrecía una oportunidad única de empezar a reorganizarse para poder planear una nueva campaña que les permitiese, a la larga, poder capturar la Ciudad de México. Durante su estancia en la ciudad, Allende, junto con Aldama, dividieron su tiempo entre la organización de un gobierno insurgente, y las tareas de disciplinar a la creciente tropa.

Dentro de la ciudad de Guadalajara, se volvió a gestar otro nuevo episodio de tensión entre Hidalgo y Allende, cuando este último se enteró de las masacres de españoles que se estaban llevando a cabo por órdenes del Generalísimo en las barranquitas localizadas a espaldas del hospital de Belén. Al saber lo que estaba sucediendo, Allende contempló la posibilidad, junto con otros insurgentes, entre ellos su hijo Indalecio y el sacerdote Francisco Severo Maldonado, de envenenar a Hidalgo a fin de terminar con las masacres; sin embargo, Severo Maldonado le hizo desistir de aquella idea.

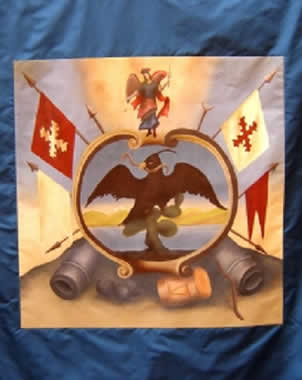
Una de las dos insignias gemelas de Ignacio Allende, la del águila mexicana, capturada por Félix María Calleja, durante la Batalla de Puente de Calderón, en la Guerra de Independencia. Fue regalada al rey Fernando VII como trofeo de guerra en 1814 y repatriada con motivo de los festejos del Bicentenario de la Independencia de 2010.

### Puente de Calderón
Al estar recibiendo constantes noticias acerca de los movimientos de Calleja, quien se aproximaba a Guadalajara siguiendo la ruta de León a San Juan de los Lagos, hecho que sucedería el 6 de enero, los altos mandos insurgentes celebraron una junta de guerra el 10 de enero para acordar la estrategia más adecuada para combatir a los realistas. Una vez más, como sucedió cuando la víspera de Monte de las Cruces, la junta quedó polarizada en dos opiniones opuestas. Por un lado, se encontraban las propuestas de Allende, Aldama y el resto de los militares de carrera, quienes proponían retirarse de Guadalajara y entregar a Calleja la plaza, en tanto que en lugar de arriesgar toda la tropa en una sola acción, era mejor dividirla en seis o más fracciones que hostigarían al enemigo y retirarse a Querétaro o capturar Zacatecas. En tanto que Hidalgo, confiado en la superioridad numérica, y aprovechando la gran influencia que ejercía sobre el resto de los mandos insurgentes, propuso salir y batirse contra los realistas, confiando erróneamente en que contaría con la ayuda del caudillo insurgente, Rafael Iriarte, a quien se le había encomendado mandar sus tropas desde Zacatecas para su auxilio. Una vez más, a Allende no le quedó más remedio que acatar las órdenes del Generalísimo y fijar la fecha de salida de la ciudad para el 14 de enero de 1811.
Tras enterarse de que las tropas de Calleja habían vencido a una avanzada insurgente en Urepétiro, ubicado a unos 19 kilómetros de Zamora, los insurgentes apresuraron el paso hasta llegar a Zapotlanejo el día 15 de enero, para llegar y levantar el campamento en las cercanías de Puente de Calderón el día 16. Un día antes del combate, Allende –pese a las reservas que tenía con respecto al estado actual de las tropas insurgentes que tenía a su mando– quedó como el comandante general de todo el ejército y se encargó de organizar las posiciones que tomarían las tropas para el combate y los líderes que quedarían al mando de cada una de ellas: José Antonio "el Amo" Torres quedó a cargo de una gran batería de 67 cañones de diversos calibres; 12 columnas de infantería encargadas de custodiar la batería quedaron bajo el mando de Aldama; la caballería insurgente, a cargo de Abasolo; y una fuerza insurgente posicionada por delante del puente, a cargo de Miguel Gómez Portugal.
En el punto más álgido del combate, Allende ordenó disparar todas las 67 piezas de artillería, lo que provocó un incendio que abarcó buena parte del terreno debido a la sequedad del pasto, haciendo que el humo cortase la visibilidad de las fuerzas insurgentes debido al viento que soplaba en dirección hacia ellos. El incendio provocado alcanzó los cajones y cartuchos de pólvora que las fuerzas insurrectas llevaban consigo, soltando explosiones que mataron e hirieron a muchos, lo que desató una desbandada general que los realistas aprovecharon para finalmente derrotar a los insurgentes, tras casi 6 horas de combate.

### Últimos días, arresto y muerte
Tras la derrota en la batalla del Puente de Calderón, los insurgentes emprendieron la huida con rumbo hacia Aguascalientes. El 24 de enero, en la Hacienda del Pabellón, Allende, junto con otros altos mandos de la insurgencia, exigieron la renuncia de Hidalgo como cabeza del movimiento y quedara el propio sanmiguelense como el nuevo líder del mismo. Tras momentos de tensión, Ignacio López Rayón, secretario de Hidalgo, propuso como solución que el párroco conservara el mando político, en tanto que Allende tendría el mando militar. No obstante, en la práctica, el liderazgo del cura solamente tuvo un carácter simbólico y Allende se convirtió de facto en el único líder de la insurgencia, mientras que Hidalgo fue reducido de forma gradual y discreta a la calidad de prisionero por parte de sus propios colaboradores.
Estando en Zacatecas, con un ejército diezmado, decidió marchar hacia el norte con rumbo a los Estados Unidos, para conseguir más dinero, armas y tropas; no sin antes nombrar a Rayón, el 16 de marzo de 1811, en la ciudad de Saltillo, como el nuevo jefe del ejército insurgente. Al llegar a Acatita de Baján, el 21 de marzo, fue traicionado por Ignacio Elizondo, emboscado, y junto con los cabecillas del ejército, apresado y conducido a la ciudad de Chihuahua, donde fue juzgado y fusilado el 26 de junio. Su cadáver fue decapitado y su cabeza colgada de una de las esquinas de la Alhóndiga de Granaditas, lugar donde sucedió el primer triunfo insurgente, como escarmiento a la población, y donde permanecería por un total de 10 años; desde el 14 de octubre de 1811, hasta el 28 de marzo de 1821, cuando, tras el triunfo del Plan de Iguala, fue descolgada, junto con las cabezas de Hidalgo, Aldama y Jiménez, por órdenes de Anastasio Bustamante y enviadas a la Ciudad de México, donde fueron enterradas con honores en el Altar de los Reyes, en la Catedral Metropolitana. 115 años después de iniciada la guerra de Independencia, el 16 de septiembre de 1925, durante el gobierno de Plutarco Elías Calles, los restos de Allende, así como el de otros tantos caudillos de la Independencia, fueron depositados en una cripta dentro de la Columna de la Independencia, donde permanecen al día de hoy.